# چوی یه بین
چوی یه بین (کره‌ای: 최예빈؛ زادهٔ ۲ سپتامبر ۱۹۹۸) بازیگر اهل کره جنوبی است.

## فیلم‌شناسی

### فیلم
| سال  | عنوان                 | نقش         | منابع       |
| ---- | --------------------- | ----------- | ----------- |
| ۲۰۱۹ | صدا                   | جی سو       | [ ۲ ]       |
| ۲۰۱۹ | ایستگاه بعدی ایسو است | هی آه       | [ ۳ ]       |
| ۲۰۱۹ | تابستان ناآشنا        | گا رام      | [ ۲ ]       |
| ۲۰۱۹ | ترک سرنوشتم           | سو اون جونگ | [ ۳ ]       |
| ۲۰۲۲ | معامله کامل           | جی سوک      | [ ۴ ] [ ۵ ] |

### مجموعه تلویزیونی
| سال       | عنوان                 | نقش          | توضیحات | منابع       |
| --------- | --------------------- | ------------ | ------- | ----------- |
| ۲۰۲۰–۲۰۲۱ | پنت‌هاوس: جنگ در زندگی | ها اون بیول  | فصل ۱–۳ | [ ۶ ]       |
| ۲۰۲۲      | حالا زیباست           | نا یو نا     |         | [ ۷ ] [ ۸ ] |
| ۲۰۲٣      | شب فرا رسیده          | اوه جونگ وون |         |             |

### مجموعه اینترنتی
| سال  | عنوان      | نقش        | منابع |
| ---- | ---------- | ---------- | ----- |
| ۲۰۲۱ | عشق و آرزو | سون دا اون | [ ۹ ] |

## جوایز و نامزدی‌ها
| مراسم جوایز         | سال  | دسته                     | نامزد / اثر                 | نتیجه | منابع  |
| ------------------- | ---- | ------------------------ | --------------------------- | ----- | ------ |
| جوایز درامای اس‌بی‌اس | ۲۰۲۱ | بهترین بازیگر تازه‌کار زن | پنت‌هاوس: جنگ در زندگی ۲ و ۳ | برنده | [ ۱۰ ] |